# Americominella
Americominella is een geslacht van weekdieren uit de klasse van de Gastropoda (slakken).

## Soorten
- Americominella duartei Klappenbach & Ureta, 1972
- Americominella longisetosus (Castellanos & Fernández, 1972)
- Americominella perminuta (Dall, 1927)